# Dipartimento di La Nya
Il dipartimento di La Nya è un dipartimento del Ciad facente parte della provincia del Logone Orientale. Il capoluogo è Bébédjia.

## Comuni
Il dipartimento comprende i seguenti comuni:
- Bébédjia
- Béboni
- Kome
- Mbikou
- Miandoum